# Rio Crespo
Rio Crespo är en kommun i Brasilien.   Den ligger i delstaten Rondônia, i den centrala delen av landet, 1 700 km väster om huvudstaden Brasília. Antalet invånare är 3 316.
I omgivningarna runt Rio Crespo växer i huvudsak städsegrön lövskog. Runt Rio Crespo är det mycket glesbefolkat, med 7 invånare per kvadratkilometer.